# Phorbia pectiniforceps
Phorbia pectiniforceps är en tvåvingeart som beskrevs av Fan, Wang och Yang 1990. Phorbia pectiniforceps ingår i släktet Phorbia och familjen blomsterflugor.
Artens utbredningsområde är Sichuan (Kina). Inga underarter finns listade i Catalogue of Life.